# Bächer Mihály
Bächer Mihály (Budapest, 1924. július 22. – Budapest, 1993. április 6.) zongoraművész, a Liszt Ferenc Zeneművészeti Egyetem tanára, kétszeres Liszt Ferenc-díjas, érdemes művész. Kiemelkedőnek tartják Liszt és Beethoven interpretációit. Fia Bächer Iván író, újságíró. 

## Életpályája
Bächer Károly (1888–1969) magánhivatalnok és Thury Erzsébet (1899–1971) fiaként született. A budapesti Lónyay Utcai Református Gimnáziumban érettségizett, majd tanulmányait Budapest legrégibb zenei tanintézetében, a Nemzeti Zenedében folytatta. Később a budapesti Liszt Ferenc Zeneművészeti Főiskola zongora szakán tanult, tanárai Faragó György és Böszörményi-Nagy Béla voltak.
1956-ban a budapesti Nemzetközi Liszt Zongoraversenyen 2. díjat nyert. 1962-től a Liszt Ferenc Zeneművészeti Főiskolán zongora főtárgyat tanított, tanártársai Kadosa Pál és Horusitzky Zoltán voltak például. Számos lemezfelvétele jelent meg, többek között Beethoven, Liszt, Brahms és kortárs magyar zeneszerzők műveiből. Európa több országában turnézott, Japánban, Kínában, Iránban és a Szovjetunióban is nagy sikerrel szerepelt. 1987-ig az Országos Filharmónia szólistája volt.
Nagyapja Thury Zoltán író, újságíró; nagynénje Thury Zsuzsa író. Házastársa Malecz Erika. Fia Bächer Iván író, újságíró, publicista, lánya Bächer Anna. Anyai nagyanyjának testvérei Jónás Dávid és Jónás Zsigmond építészek.

## Diszkográfia
- Beethoven, Ludwig van: Sonata for piano (Hungaroton, 1978)
- The Instruments Of Classical Music Vol.6-10 (Laserlight, 1990)
- Beethoven: A bécsi klasszicizmus lassú tételekben - 3. (Hungaroton, 1999)
- 50 éves a Hungaroton - Zongoraművészek (1951-2001) (Hungaroton, 2001)
- Beethoven, Ludwig van: Piano Sonata No.14 in c sharp minor "Moonlight" Op. 27,2 (Qualiton SLPX 11414, é.n.)
- Beethoven, Ludwig van: Piano Sonata No.27 in e minor Op. 90 (Qualiton SLPX 11414, é.n.)
- Beethoven, Ludwig van: Piano Sonata No.32 in c minor Op. 111 (Qualiton SLPX 11414, é.n.)

## Díjai, elismerései
- Liszt Ferenc-díj (1953, 1959)
- Érdemes művész (1973)
- Munka Érdemrend arany fokozata (1982)